# 依据妻权

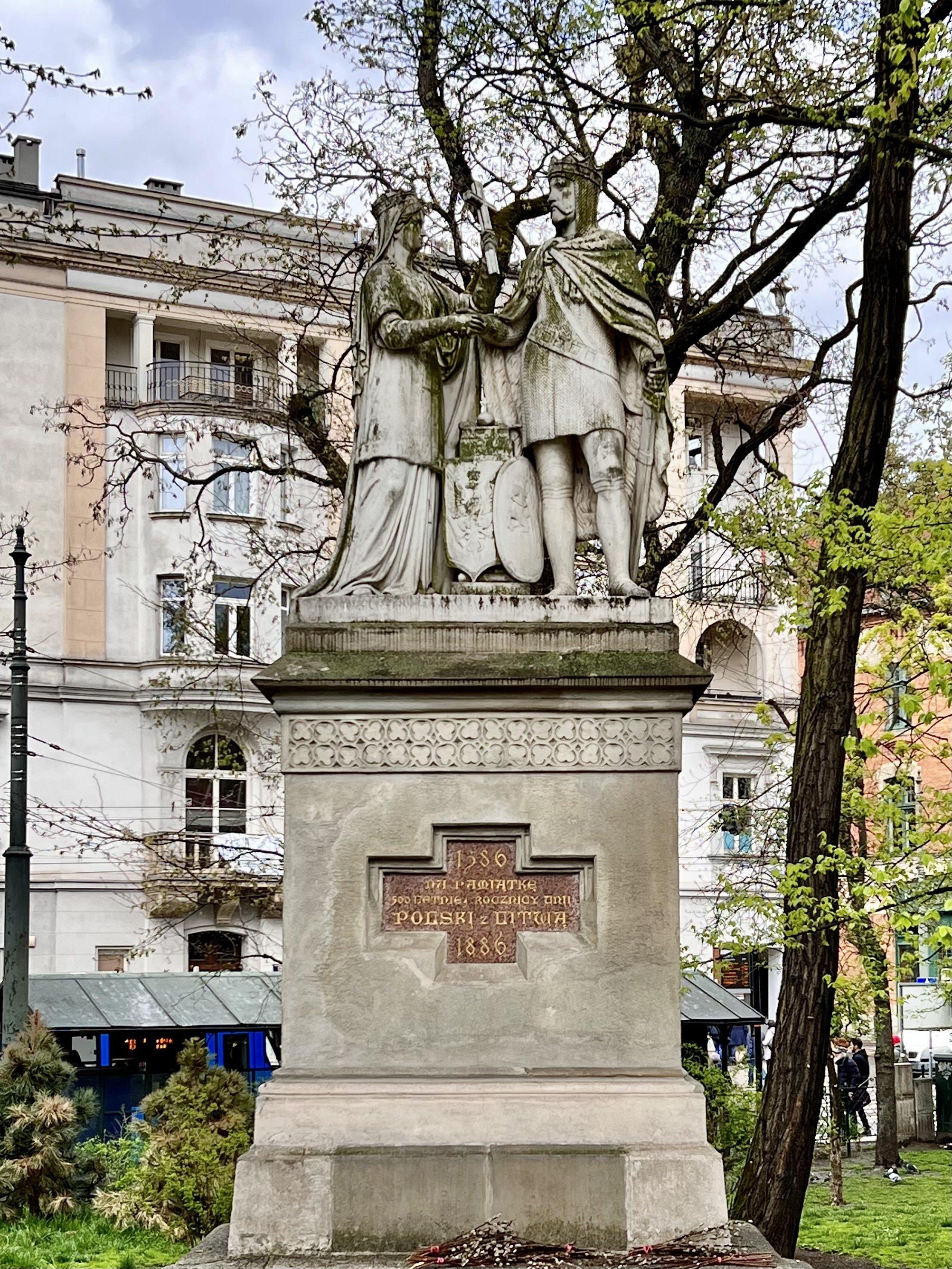
立陶宛大公雅盖沃依靠妻子雅德维加获得了统治波兰的权力，由此开启了波立两国持续数百年的联盟

依据妻权（拉丁語：jure uxoris）是歐洲貴族制度中指因为妻子而获得的权利。当一位男性因为其妻子的贵族头衔而得到了相应头衔时，就称他的头衔是“依据妻权”获得的。

## 历史
中世纪时，丈夫一般对其妻子的财产拥有控制权。对于妻子在婚前与婚后取得的地产，丈夫拥有使用、收益等权利。即便丈夫想将地产卖出，妻子也无权反对。
“依据妻权”而取得权利在中世纪时十分普遍，即使对一国女王亦是如此。许多中世纪的国王都是因为与女王结婚而获得王位的，比如：
- 西法兰克国王拉乌尔，其妻艾瑪为国王罗贝尔一世之女
- 法兰西国王腓力四世娶纳瓦拉女王胡安娜一世为妻后成为纳瓦拉国王腓力一世
- 神圣罗马帝国皇帝腓特烈二世娶耶路撒冷女王伊莎贝拉二世为妻后成为耶路撒冷国王
- 那不勒斯国王路易吉一世，其妻为那不勒斯女王乔万娜一世
- 纳瓦拉国王腓力三世，其妻为纳瓦拉女王胡安娜二世

文艺复兴后，一些国家对于依据妻权获得的国王的态度发生了变化：女王拥有统治权，只有部分权利转让给其丈夫。比如当英格兰女王玛丽一世与西班牙国王腓力二世结婚时，英格兰国会专门通过了《玛丽女王与西班牙腓力婚姻法案》，预防腓力二世篡夺英格兰的权力。这一法案最终保证了玛丽一世的异母妹伊丽莎白一世在她去世后继承了英格兰的王位。